# Aleksandr Saryczew
Aleksandr Saryczew, ros. Александр Васильевич Сарычев (ur. 2 sierpnia 1909, zm. 7 grudnia 1986) – azerski szachista i kompozytor szachowy, mistrz sportu Związku Radzieckiego. Od 1961 roku był mistrzem międzynarodowym kompozycji szachowej organizacji FIDE. Zadebiutował z bratem Kiriłłem w 1927 roku